# Kénadsa
Kénadsa (em árabe: ﻗﻨﺎدﺳﺔ) é uma cidade e comuna localizada no deserto do Saara, do sudoeste da Argélia, e é a capital do distrito de Kénadsa, na província de Béchar. Sua população era de 13 492 habitantes, em 2008.

## Pessoas notáveis de Kénadsa
- Malika Mokeddem (1949–), escritora